# Simon Says
Simon Says (en català, "En Simó diu") és un joc infantil per a tres o més jugadors. Un jugador assumeix el paper de "Simon" i emet instruccions (sovint accions físiques, com "salta" o "treu la llengua") a la resta de jugadors, que només les han de seguir si l'acció ve precedida de "Simon says". Els jugadors són eliminats del joc si segueixen accions no precedides immediatament per la frase, o si no són capaços de seguir una instrucció que comenci per "Simon says". Qui actua com a Simon ha de donar les ordres amb lleugeresa, i la resta de jugadors les han d'obeir —si cal— ràpidament. El que sovint importa en el joc és la capacitat de distingir entre comandes genuïnes i errònies, més que l'acció física; en la majoria de casos, només cal intentar l'acció. Així, aquest joc ensenya a les criatures la importància d'escoltar i frenar els seus comportaments a través de comandes senzilles.
L'objectiu del jugador que actua com a Simon és eliminar la resta de jugadors tan ràpid com sigui possible; el jugador de la partida és el darrer jugador que ha seguit correctament totes les comandes. Tanmateix, ocasionalment, els últims jugadors poden quedar eliminats alhora, fet que resulta en què Simon guanyi. En alguna versió del joc, el Simon pot passar el càrrec a un altre jugador. El joc ha arrelat a la cultura popular, amb nombroses referències en pel·lícules, música i literatura.